# Phalanta phalantha
Phalanta phalantha is een vlinder uit de familie Nymphalidae. De wetenschappelijke naam is gepubliceerd in 1773 door Dru Drury.

## Verspreiding
Deze soort komt voor in het Afrotropisch gebied (ook Socotra, Madagaskar, de Seychellen, de Comoren, Mauritius en Réunion), het Oriëntaals gebied, Zuid-Japan en Australië.

## Waardplanten
De rups leeft op:
- Celastraceae
  - Gymnosporia
  - Maytenus ovata
- Picrodendraceae
  - Petalostigma
- Rubiaceae
  - Canthium
  - Ixora
- Salicaceae
  - Aberia macrocalyx
  - Dovyalis macrocalyx
  - Dovyalis rotundifolia
  - Dovyalis zeyheri
  - Flacourtia indica
  - Flacourtia inermis
  - Flacourtia montana
  - Flacourtia rukam
  - Flacourtia territorialis
  - Oncoba spinosa
  - Populus alba
  - Populus deltoides
  - Salix gariepina
  - Scolopia zeyheri
  - Trimeria grandifolia
  - Xylosma racemosa
- Smilacaceae
  - Smilax
- Violaceae
  - Viola

## Ondersoorten
- Phalanta phalantha phalantha (Drury, 1773) (Zuidoost-Azië)
- Phalanta phalantha aethiopica (Rothschild & Jordan, 1903) (tropisch Afrika)
  - = Atella phalantha aethiopica Rothschild & Jordan, 1903
- Phalanta phalantha granti (Rothschild & Jordan, 1903) (Socotra)
- Phalanta phalantha columbina (Cramer, 1779) (Zuid-China)
  - = Papilio columbina Cramer, 1779
- Phalanta phalantha luzonica (Fruhstorfer, 1906) (Filipijnen)
  - = Atella phalanta luzonica Fruhstorfer, 1906
  - = Phalanta alcippe luzonica
- Phalanta phalantha araca (Waterhouse & Lyell, 1914) (Australië)
  - = Atella phalanta araca Waterhouse & Lyell, 1914
- Phalanta phalantha sabulum (Tsukada, 1985) (Indonesië (Sulawesi, Oost-Java))